# Лелкендорф
Лелкендорф (њем. Lelkendorf) општина је у њемачкој савезној држави Мекленбург-Западна Померанија. Једно је од 62 општинска средишта округа Гистров. Према процјени из 2010. у општини је живјело 542 становника. Посједује регионалну шифру (AGS) 13053050.

## Географски и демографски подаци
Лелкендорф се налази у савезној држави Мекленбург-Западна Померанија у округу Гистров. Општина се налази на надморској висини од 20 метара. Површина општине износи 29,8 km². У самом мјесту је, према процјени из 2010. године, живјело 542 становника. Просјечна густина становништва износи 18 становника/km².